# Jamal Jamaluddin
Jamal Jamaluddin (ur. 6 grudnia 1977 r. w mieście Raha) – indonezyjski wioślarz.

## Osiągnięcia
- Mistrzostwa Świata – St. Catharines 1999 – dwójka podwójna wagi lekkiej – 19. miejsce[1].
- Mistrzostwa Świata – Gifu 2005 – dwójka podwójna wagi lekkiej – 23. miejsce[1].
- Mistrzostwa Świata – Monachium 2007 – czwórka bez sternika wagi lekkiej – 23. miejsce[1].
- Mistrzostwa Świata – Poznań 2009 – czwórka bez sternika wagi lekkiej – 20. miejsce[1].